# Весёлое (Балаклейский район)
Весёлое (укр. Веселе) — посёлок в Веселовском сельском совете Балаклейского района Харьковской области Украины.
Код КОАТУУ — 6320286202. Население по переписи 2024 г. составляет 346 человек.
Село Весёлое является административным центром Весёловского сельского совета, в состав которого также входят с. Слабуновка, пос. Крючки, пос. Новосёловка, пос. Нурово, с. Пазеевка, пос. Теплянка, с. Украинка.

## Географическое положение
Село примыкает с населенному пункту Иванчуковка. Рядом находится железнодорожная станция Закомельская. Поблизости проходят автомобильная дорога E 40 и М-03.